# Jean-Baptiste Belin de Fontenay
Jean-Baptiste Belin de Fontenay (o Blain de Fontenay le Père) (Caen, 9 de novembre de 1653-París, 2 de desembre de 1715) pintor francès. Són famosos els seus quadres de flors i fruites.

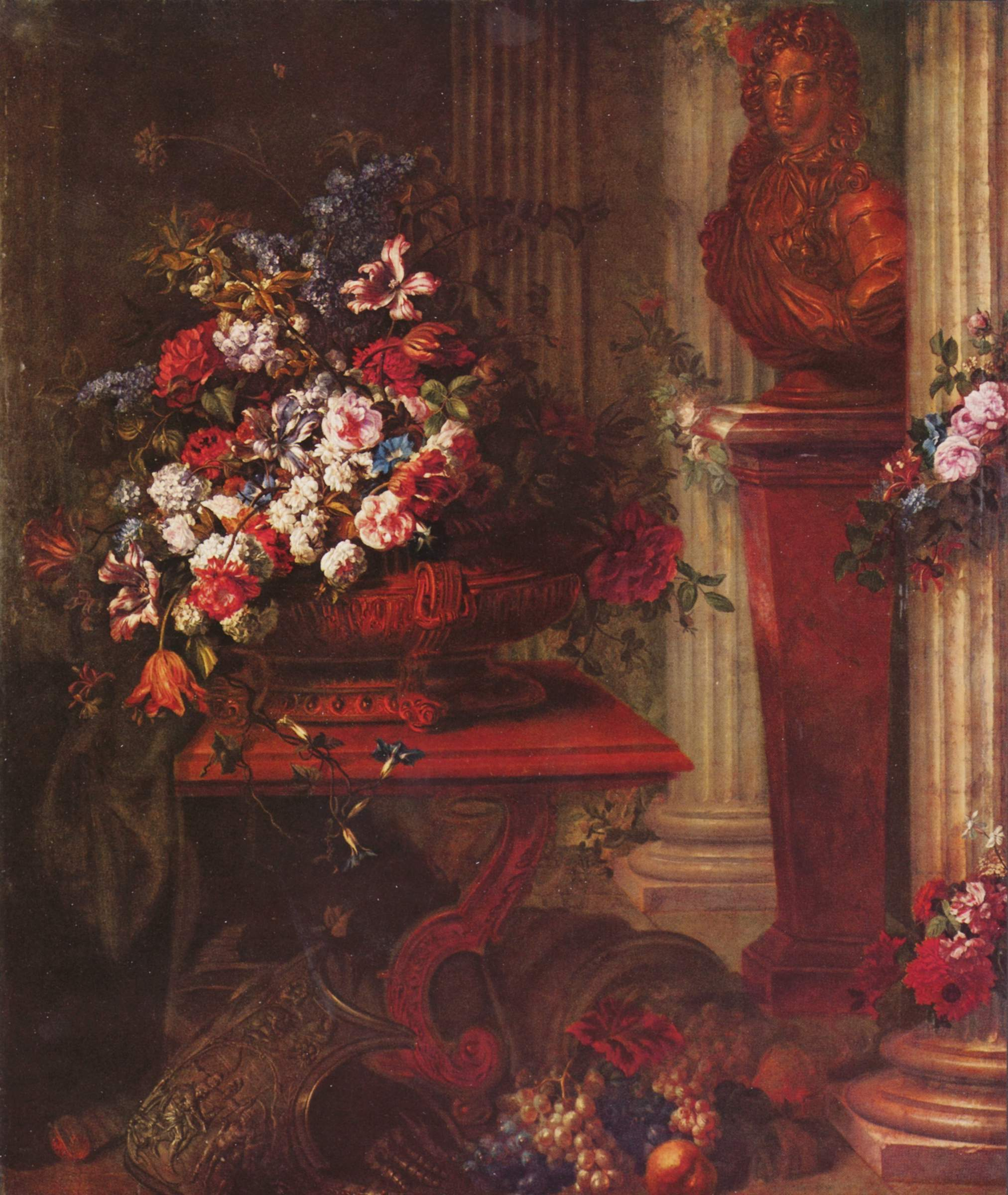